# Cimetière Saint-Lazare de Montélimar
Le cimetière Saint-Lazare est le cimetière municipal le plus ancien de Montélimar dans le département de la Drôme. Il abrite la sépulture d'Émile Loubet.

## Histoire et description
Le cimetière Saint-Lazare ouvre au début du XIXe siècle. Il est agrandi à plusieurs reprises dont la dernière fois en 2021 Il est dessiné en terrasses, en pente, ses allées sont arborées (cyprès, ifs, conifères et platanes), laissant découvrir un panorama étendu sur les collines environnantes de la vallée du Rhône, ce qui donne à cette nécropole une allure fort romantique. Les tombes austères des notables du XIXe siècle sont disposées le long des allées principales. La partie contemporaine en haut ne présente pas d'intérêt patrimonial.
Le monument aux morts se découvre sous la forme d'une colonne de pierre blonde surmontée du coq gaulois, le tout entouré d'une balustrade. On remarque des stèles anciennes d'aristocrates du XVIIIe siècle transférées ici au début du XIXe siècle, comme la pierre tombale de César-François Guigues de Moreton (1701-1776) qui combattit à la bataille de Fontenoy, et plus tardives celles de la famille de Vesc, de la famille du Puy-Montbrun-Rochefort, des vicomtes Le Rebours (dont la grille montre un sablier ailé), etc. Une grande plaque de marbre de la famille de Georges Guynet rappelle que cette famille périt dans le naufrage du steamer L'Arctique le 27 septembre 1854 en traversant l'Atlantique. La chapelle massive de la famille Feytel date de la fin du XIXe siècle. La tombe collective des prêtres de Montélimar est surmontée d'un  haut calvaire.

## Personnalités inhumées
- Famille Chabert, célèbres nougatiers du XIXe siècle
- Général Robert Didio (1880-1955), saint-cyrien[4], commandeur de la Légion d'honneur[5]
- Robert Joël (1894-1974), peintre et illustrateur
- Baron Jean-Laurent-Justin Lacoste du Vivier (1747-1829), général de brigade qui participa aux batailles de la Révolution et de l’Empire
- Émile Loubet (1838-1929), président de la IIIe République de 1899 à 1906, et son épouse Marie-Louise Loubet
- Charles Moulin (1909-1992), acteur
- Pierre de Soubeyran de Saint-Prix (1901-1994), nommé préfet par les comités de résistance en 1944. Il repose dans la sépulture Loubet.